# Hyperthelia colobantha
Hyperthelia colobantha är en gräsart som beskrevs av Clayton. Hyperthelia colobantha ingår i släktet Hyperthelia och familjen gräs. Inga underarter finns listade i Catalogue of Life.